# ACP7
ACP7 (англ. Acid phosphatase 7, tartrate resistant (putative)) – білок, який кодується однойменним геном, розташованим у людей на довгому плечі 19-ї хромосоми. Довжина поліпептидного ланцюга білка становить 438 амінокислот, а молекулярна маса — 50 480.
| 10         |  | 20         |  | 30         |  | 40         |  | 50         |
| ---------- |  | ---------- |  | ---------- |  | ---------- |  | ---------- |
| MHPLPGYWSC |  | YCLLLLFSLG |  | VQGSLGAPSA |  | APEQVHLSYP |  | GEPGSMTVTW |
| TTWVPTRSEV |  | QFGLQPSGPL |  | PLRAQGTFVP |  | FVDGGILRRK |  | LYIHRVTLRK |
| LLPGVQYVYR |  | CGSAQGWSRR |  | FRFRALKNGA |  | HWSPRLAVFG |  | DLGADNPKAV |
| PRLRRDTQQG |  | MYDAVLHVGD |  | FAYNLDQDNA |  | RVGDRFMRLI |  | EPVAASLPYM |
| TCPGNHEERY |  | NFSNYKARFS |  | MPGDNEGLWY |  | SWDLGPAHII |  | SFSTEVYFFL |
| HYGRHLVQRQ |  | FRWLESDLQK |  | ANKNRAARPW |  | IITMGHRPMY |  | CSNADLDDCT |
| RHESKVRKGL |  | QGKLYGLEDL |  | FYKYGVDLQL |  | WAHEHSYERL |  | WPIYNYQVFN |
| GSREMPYTNP |  | RGPVHIITGS |  | AGCEERLTPF |  | AVFPRPWSAV |  | RVKEYGYTRL |
| HILNGTHIHI |  | QQVSDDQDGK |  | IVDDVWVVRP |  | LFGRRMYL   |  |            |

A: Аланін

C: Цистеїн

D: Аспарагінова кислота

E: Глутамінова кислота

F: Фенілаланін

G: Гліцин

H: Гістидин

I: Ізолейцин

K: Лізин

L: Лейцин

M: Метіонін

N: Аспарагін

P: Пролін

Q: Глутамін

R: Аргінін

S: Серин

T: Треонін

V: Валін

W: Триптофан

Кодований геном білок за функцією належить до гідролаз. 
Білок має сайт для зв'язування з іонами металів, іоном цинку, іоном заліза. 
Секретований назовні.